# Барановка (Первомайский район)
Бара́новка (до 1948 года Участок № 86; укр. Баранівка, крымскотат. Baranovka, Барановка) — исчезнувшее село в Первомайском районе Республики Крым, располагавшееся на юго-востоке района, в степной части Крыма, примерно в 4,5 километрах северо-восточнее современного села Войково.

## История
Еврейский переселенческий участок № 86 был образован, видимо, на рубеже 1930-х годов (поскольку впервые отмечены на карте по состоянию на 1931 год), в составе ещё Джанкойского района. Постановлением ВЦИК РСФСР от 30 октября 1930 года был создан Фрайдорфский еврейский национальный район (переименованный указом Президиума Верховного Совета РСФСР № 621/6 от 14 декабря 1944 года в Новосёловский) (по другим данным 15 сентября 1931 года) и село включили в его состав, а после разукрупнения в 1935-м и образования также еврейского национального Лариндорфского (с 1944 — Первомайский), село переподчинили новому району.
Вскоре после начала отечественной войны часть еврейского населения Крыма была эвакуирована, из оставшихся под оккупацией большинство расстреляны. С 25 июня 1946 года в составе Крымской области РСФСР. Указом Президиума Верховного Совета РСФСР от 18 мая 1948 года, участок № 86 переименовали в Барановку. а 26 апреля 1954 года Крымская область была передана из состава РСФСР в состав УССР. Время включения в Войковский сельсовет пока не выяснено: на 15 июня 1960 года село уже числилось в его составе. Указом Президиума Верховного Совета УССР «Об укрупнении сельских районов Крымской области», от 30 декабря 1962 года был упразднён Первомайский район и село присоединили к Красногвардейскому. 8 декабря 1966 года был восстановлен Первомайский район и село вернули в его состав. Ликвидировано к 1968 году (согласно справочнику «Крымская область. Административно-территориальное деление на 1 января 1968 года» — в период с 1954 по 1968 годы, как село Войковского сельсовета).